# Ķegums
Ķegums wymowaⓘ (niem. Keggum) – miasto w środkowej Łotwie, nad Dźwiną. W latach 2009–2021 stolica novadsu Ķegums.
Znajdują tu się Elektrownia Wodna Ķegums oraz przystanek kolejowy Ķegums, położony na linii Ryga - Dyneburg.